# Pentanal
Pentanal of valeraldehyde is een onvertakt alifatisch aldehyde met vijf koolstofatomen. Het is een kleurloze vloeistof met een stekende geur.

## Synthese
Pentanal wordt bereid door de oxidatie van het corresponderende primaire alcohol, 1-pentanol.
Industriële productie gebeurt door hydroformylering van 1-buteen, waarbij men mits gebruik van een gepaste katalysator (met fosfine-liganden) de vorming van het vertakte isovaleraldehyde kan vermijden.

## Toepassingen
Pentanal wordt gebruikt als vulkanisatieversneller en als smaakstof in voedingswaren. Het aroma wordt omschreven als "fruitig", "noot" en "houtig".
Pentanal kan verder geoxideerd worden tot het carbonzuur valeriaanzuur, of gehydrogeneerd tot 1-pentanol.
Pentanal kan omgezet worden in trimethylolbutaan door het te reageren met formaldehyde in aanwezigheid van een alkalisch condenseermiddel, zoals natriumhydroxide.

## Toxicologie en veiligheid
Pentanal is een vluchtige en licht ontvlambare stof. De dampen mengen goed met lucht en kunnen er een explosief mengsel mee vormen. Het is een corrosieve stof die de huid, de ogen en de ademhalingswegen prikkelt.